# توم فاريل (واثب حواجز، مواليد 1932)
توم فاريل (بالإنجليزية: Tom Farrell) هو عداء المسافات المتوسطة بريطاني، ولد في 23 سبتمبر 1932 في ليفربول في المملكة المتحدة.

## وصلات خارجية
- توم فاريل على موقع الاتحاد الدولي لألعاب القوى (الإنجليزية)
- توم فاريل على موقع أوليمبيديا (الإنجليزية)
- توم فاريل على موقع اللجنة الأولمبية البريطانية (الإنجليزية)